# Carla Camurati
Carla Camurati (Rio de Janeiro, 14 ottobre 1960) è una regista cinematografica, attrice e regista teatrale brasiliana.
Talora è accreditata Carla Camuratti.

## Biografia
Dopo le prime esperienze di attrice al cinema e in telenovelas, tra le quali Brillante nel 1982, Carla Camurati nel 1987 ha esordito nella regia dirigendo un cortometraggio. L'attività di regista diventerà preponderante a partire dal 1995, con la pellicola Carlota Joaquina, Princesa do Brazil, da lei anche sceneggiata e finanziata: film campione d'incassi in Brasile.
Nel 1997 ha diretto, scritto e distribuito un lungometraggio, La serva padrona, basato sull'omonimo intermezzo musicale di Giovanni Battista Pergolesi, il primo film operistico brasiliano: un nuovo grande successo per Carla, che in seguito realizzerà ancora pellicole di tal genere alternandole a regie liriche slegate dal grande schermo.
Carla Camurati ha all'attivo anche la realizzazione di numerosi documentari.
Dal 2007 al 2014 l'attrice-regista ha presieduto il Teatro Municipal.

## Vita privata
Tutti e quattro i suoi matrimoni sono finiti col divorzio. In terze nozze ha sposato il collega Thales Pan Chacon, scopertosi sieropositivo nel 1992; la diagnosi è stata alla base del loro divorzio, ciò nonostante Carla Camurati è rimasta vicina all'ex coniuge sino all'ultimo, assegnandogli tra l'altro la parte muta di Vespone nel film-opera dedicato a Pergolesi  . Col quarto marito l'attrice ha messo al mondo il suo unico figlio, Antonio, nel 2003.